# Membracis
Membracis är ett släkte av insekter. Membracis ingår i familjen hornstritar.

## Dottertaxa tillMembracis, i alfabetisk ordning[1]
- Membracis albolimbata
- Membracis ambigua
- Membracis caquetaensis
- Membracis carinata
- Membracis carinulata
- Membracis celsa
- Membracis compressa
- Membracis confusa
- Membracis consobrina
- Membracis continua
- Membracis contornata
- Membracis dorsata
- Membracis fabricii
- Membracis fairmairi
- Membracis fenestrina
- Membracis flava
- Membracis flaveola
- Membracis foliata
- Membracis foliataarcuata
- Membracis foliatafusca
- Membracis fonsecai
- Membracis formosa
- Membracis fusifera
- Membracis juncta
- Membracis lefebvrei
- Membracis linki
- Membracis lunata
- Membracis mexicana
- Membracis micaniaae
- Membracis micans
- Membracis nigra
- Membracis notulata
- Membracis orteguazaensis
- Membracis paullula
- Membracis peruviana
- Membracis provittata
- Membracis rectangula
- Membracis robiginosa
- Membracis sanguineoplaga
- Membracis schultesii
- Membracis serratipes
- Membracis subulata
- Membracis suctifructus
- Membracis tectigera
- Membracis tricolor
- Membracis trifasciata
- Membracis trimaculata
- Membracis zonata